# Peter John Stevens
Peter John Stevens, slovenski plavalec, * 1. julij 1995.

## Dosežki

### 2016: Evropski in svetovni podprvak
Na evropskem prvenstvu v plavanju v Londonu leta 2016 je osvojil srebrno medaljo  . Na svetovnem prvenstvu v Windsorju istega leta pa je postal svetovni podprvak na 50 metrov prsno z novim državnim rekordom 25,85 sekund.